# 星月湖站
星月湖站是贵阳轨道交通S1线的地铁车站，位于中华人民共和国贵州省贵阳市花溪区新时代大道与东纵线交叉口西侧，于2024年12月28日开通。

## 车站结构
星月湖站沿新时代大道呈东西向设置，为地下二层岛式站台车站，车站长218米，车站地下一层为站厅层，地下二层为站台层。
| 地面              | 出入口 | A、B、C、D出入口                                                                                          |
| 地下一层          | 站厅   | 客服中心、自动售票机、验票机                                                                              |
| 地下二层          | 站台   | \| \| \| █ S1线往皂角坝（数谷大道） \| \| 島式 · 開左邊车门 \| \| \| \| \| \| █ S1线往望城坡（大龙井） \| |
|                   |        | █ S1线往皂角坝（数谷大道）                                                                                |
| 島式 · 開左邊车门 |        | |
|                   |        | █ S1线往望城坡（大龙井）                                                                                  |

## 车站出口
星月湖站共有4个出入口，各出口及周围设施如下所示：
| 编号                | 出入口信息                                             | 照片 | 无障碍设施 |
| ------------------- | ------------------------------------------------------ | ---- | ---------- |
| A · 出口 · （设有） | 新时代大道（西），湖潮派出所，贵安新区湖潮乡星湖云社区 |      |            |
| B · 出口            | 新时代大道（东），贵安新区东数西算算力产业集群         |      | 不適用     |
| C · 出口 · （设有） | 新时代大道（东）                                       |      |            |
| D · 出口            | 新时代大道（西）                                       |      | 不適用     |
| 图例： 设有         |                                                        |      |            |

## 接驳交通

### 公交车
- 轨道星月湖站：大科城1路

## 车站历史
本站建设时期工程名为东纵线站，开通前正式命名为星月湖站，站名来自车站附近的星月湖公园。
- 2023年9月19日，车站主体结构封顶[2]。
- 2024年12月28日，车站随S1线工程通车开通[1]。